# نشانگان هلپ
نشانگان هلپ (به انگلیسی: HELLP syndrome) جزو مجموعه مشکلات مرگبار در پزشکی زایمان است و معمولاً آن‌ را جزو عوارض پره‌اکلامپسی می‌نامند. این سندروم و نشانگان در پایان بارداری و همچنین کمی پیش‌از زایمان پیش می‌آید. هلپ از سرنام سه ویژگی مهم این نشانگان است:
- H برای همولیز
- L و E : افزایش آنزیم های کبدی Elevated Liver Enzymes
- P و L  برای Low Platelet یا کمبود پلاکت[۴]

## علائم و نشانه ها
علائم ممکن است شامل احساس خستگی، احتباس مایع، سردرد، حالت تهوع، درد در نواحی بالا و سمت راست شکم، تاری دید، خونریزی بینی و تشنج باشد و بیمار از فشار خون بالا و آنمی رنج ببرد.
عوارضی از قبیل؛ افزایش انعقاد گسترده داخل عروقی (DIC)، مشکلات و پارگی جفت و نارسایی کلیه برای مبتلایان محتمل است.

## فاکتورهای خطر
نمایه توده بدنی (BMI) افزایش یافته و اختلالات متابولیک (از جمله: سندروم آنتی بادی ضد فسفولیپید (APLS)) به طور چشمگیری باعث افزایش ریسک نشانگان هلپ در خانم ها می شوند. همچنین به نظر می رسد ژنتیک در ایجاد این نشانگان تاثیرگذار باشد.

## تشخیص
تشخیص زودهنگام و دقیق که مبتنی بر روش‌های آزمایشگاهی و تصویربرداری است، برای درمان و مدیریت بیماری، ضروری است و میزان مرگ و میر را تا حد قابل توجهی کاهش می دهد.
تشخیص این سندرم چالش برانگیز است، به خصوص به علت اینکه می‌تواند علائم مختلفی بروز دهد، و متخصصان مراقبت‌های بهداشتی اتفاق نظر ندارند، همچنین شباهت به چند اختلال دیگر و حتی شباهت به علائم بارداری معمولی، ممکن است سبب تشخیص دیرهنگام یا اشتباه شود.
یک توافق عمومی بر سه معیار عمده تشخیصی سندرم HELLP وجود دارد که شامل اختلال عملکرد کبدی، ترومبوسیتوپنی، و کم خونی همولیتیک میکروآنژیوپاتیک در بیماران مشکوک به پره اکلامپسی است.

## درمان
فعلا، تنها و موثرترین درمان توصیه شده، زایمان است، زیرا باعث بهبود علایم می شود و با خروج جفت به تدریج علائم کاملا از بین می روند. زایمان سریع تنها گزینه قابل قبول در مواردی است که منجر به نارسایی چند ارگان شده، خونریزی رخ داده و یا خطر قابل توجه برای جنین وجود دارد.
بعضی از داروها نیز برای درمان علائم خاص استفاده می شوند.